# Tord pissarrós
El tord pissarrós (Geokichla schistacea) és una espècie d'ocell de la família dels túrdids (Turdidae) que habita els boscos de les illes Tanimbar.